# Плаза, Жоан
Жоан Плаза (кат. Joan Plaza Durán, род. 26 декабря 1963 года в Барселоне, Испания) — испанский баскетбольный тренер.

## Биография
В своей карьере Плаза руководил «Ховентудом», мадридским «Реалом», «Севильей», «Жальгирисом» и «Уникахой».
Команды Пласы трижды выходили в финал Еврокубка, дважды тренер выигрывал этот турнир (в 2007-м с «Реалом» и в 2017-м с «Уникахой»). В 2007 году он был признан лучшим тренером турнира. Также Пласа становился финалистом Кубка Испании (2004, 2007), финалистом Лиги АСВ (2016), чемпионом Испании (2007), чемпионом Литовской баскетбольной лиги (2013), обладателем Суперкубка Литвы (2013).
В декабре 2018 года Плаза возглавил «Зенит», с которым занял 4 место в Единой лиге ВТБ 2018/2019.
Летом 2019 года Плаза получил в своё распоряжение почти всех игроков, которых хотел видеть в команде, но участие клуба в Евролиге не входило в его планы. «Зенит» готовил команду под Еврокубок, но, получив wild card на участие в главном клубном турнире Европы на очень поздней стадии, был вынужден перестраиваться. По этой причине сезон 2019/2020 выдался провальным и Плаза был уволен 12 февраля 2020 года. На момент его увольнения «Зенит» находился на предпоследнем месте в таблице регулярного чемпионата Евролиги, одержав 7 побед и потерпев 17 поражений, а в Единой лиге ВТБ клуб был на 11 месте с результатом 6-10.

## Достижения
- Обладатель Еврокубка (2): 2006/2007, 2016/2017
- Чемпион Испании: 2006/2007
- Чемпион Литвы: 2012/2013
- Обладатель Суперкубка Литвы: 2012